# Reggie Lee
Reggie Valdez kendt som Reggie Lee (født 4. oktober 1975), er en amerikansk skuespiller.
Han spillede i 2007 rollen som Tai Huang i Pirates of the Caribbean: Ved verdens ende. Han har også spillet rollen Bill Kim i tv-serien Prison Break og som Sgt. Wu i Grimm.

## Filmografi
- The Fast and the Furious (2001)
- Drag Me to Hell (2009)
- Safe (2012)
- Here Comes the Boom (2012)